# Тимоти Џон Бајфорд
Тимоти Џон Бајфорд (енгл. Timothy John Byford; Солсбери, 25. јул 1941 — Београд, 5. мај 2014) био је британски и српски режисер, сценариста и глумац, који је већи део свог радног века провео у Србији.
Постао је познат по режирању дечјих серијала Невен и Полетарац. Режирао је и дечију емисију Отвори прозор која се емитовала на ТВ Сарајево.
Добитник је Повеље Змајевих дечјих игара 2011. године. Године 2013. је добио Награду Стефан Првовенчани, које додељују Рашке духовне свечаности.
Почетком 2013. године, добио је националну пензију Републике Србије. Више година је боловао од рака, али га то није спречавало да се бави преводилачким радом.

## Филмографија
| Улоге Тимотија Џона Бајфорда |              |               |                           |           |
| Година                       | Српски назив | Изворни назив | Улога                     | Напомена  |
| 1983.                        | Хало такси   |               | Луис, полицајац Интерпола |           |
| 1983.                        | Нешто између |               | Питер                     |           |
| 1984.                        | Нешто између |               | Питер                     | ТВ серија |

## Бајфордова шума
Тимоти Џон Бајфорд нема своју улицу у Београду, али зато његово име носи једна шума. Иницијативу за промену назива Бањичке шуме у Бајфордову шуму поднели су Зорица Бајфорд, супруга Тимотија Бајфорда, грађани и други субјекти 4. фебруара 2015. године. Преименовање је одобрено 4. маја 2015. године. Одлуком Скупштинe града Београда од 15. септембра 2015. године, ова шума је заштићено подручје: споменик природе Бајфордова шума. Површина заштићеног подручја је 40 .